# 克里沃諾西夫卡 (佐洛托諾沙區)
49°46′35″N 32°17′10″E / 49.77639°N 32.28611°E
克里沃諾西夫卡（烏克蘭語：Кривоносівка）是位於烏克蘭中部的村莊，由切爾卡瑟州佐洛托諾沙區的佐里夫卡市鎮負責管轄。該村始建於十七世紀，面積2.7平方公里，海拔高度115米，2007年人口704，人口密度每平方公里261人。